# USS Franklin (CV-13)
USS Franklin (CV-13) byla letadlová loď Námořnictva Spojených států, která působila ve službě v letech 1944–1947. Jednalo se o pátou jednotku třídy Essex (verze s krátkým trupem). Byla pátou válečnou lodí nesoucí jméno amerického státníka Benjamina Franklina. V řadách amerického námořnictva se zúčastnila druhé světové války, ve které byla v boji tak těžce poškozena, že se již nevrátila do aktivní služby. 

## Historie

### Stavba

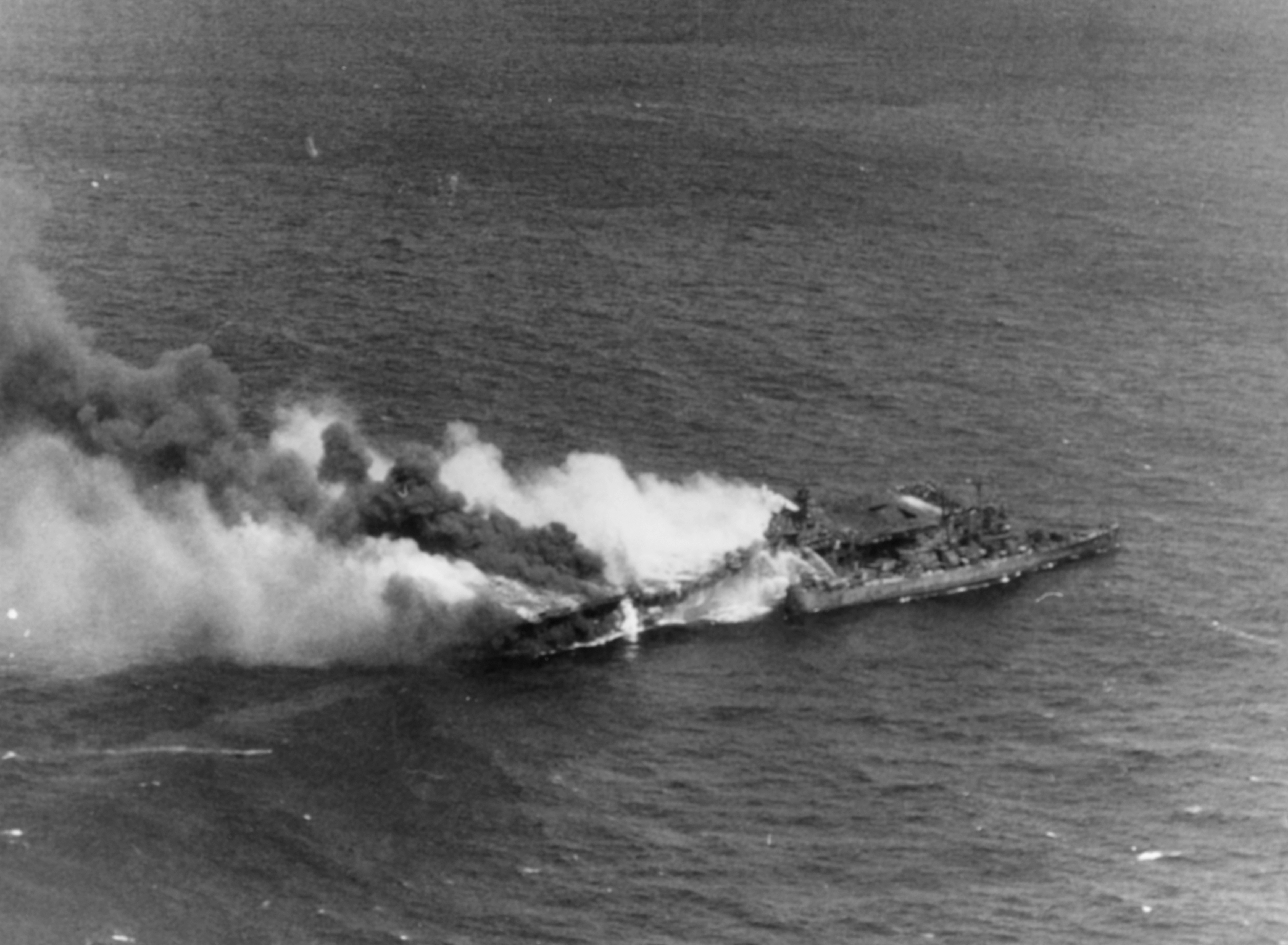
Pohled na hořící Franklin s křižníkem Santa Fe u boku

USS Franklin postavila loděnice Newport News Shipbuilding v Newport News ve Virginii. Kýl lodi byl založen 7. prosince 1942, v den prvního výročí útoku na Pearl Harbor. Na vodu byla spuštěna 14. října 1943 a konečně 31. ledna 1944 byla, jako v pořadí osmé plavidlo třídy Essex, dokončena a zařazena do služby. 

### Operační nasazení

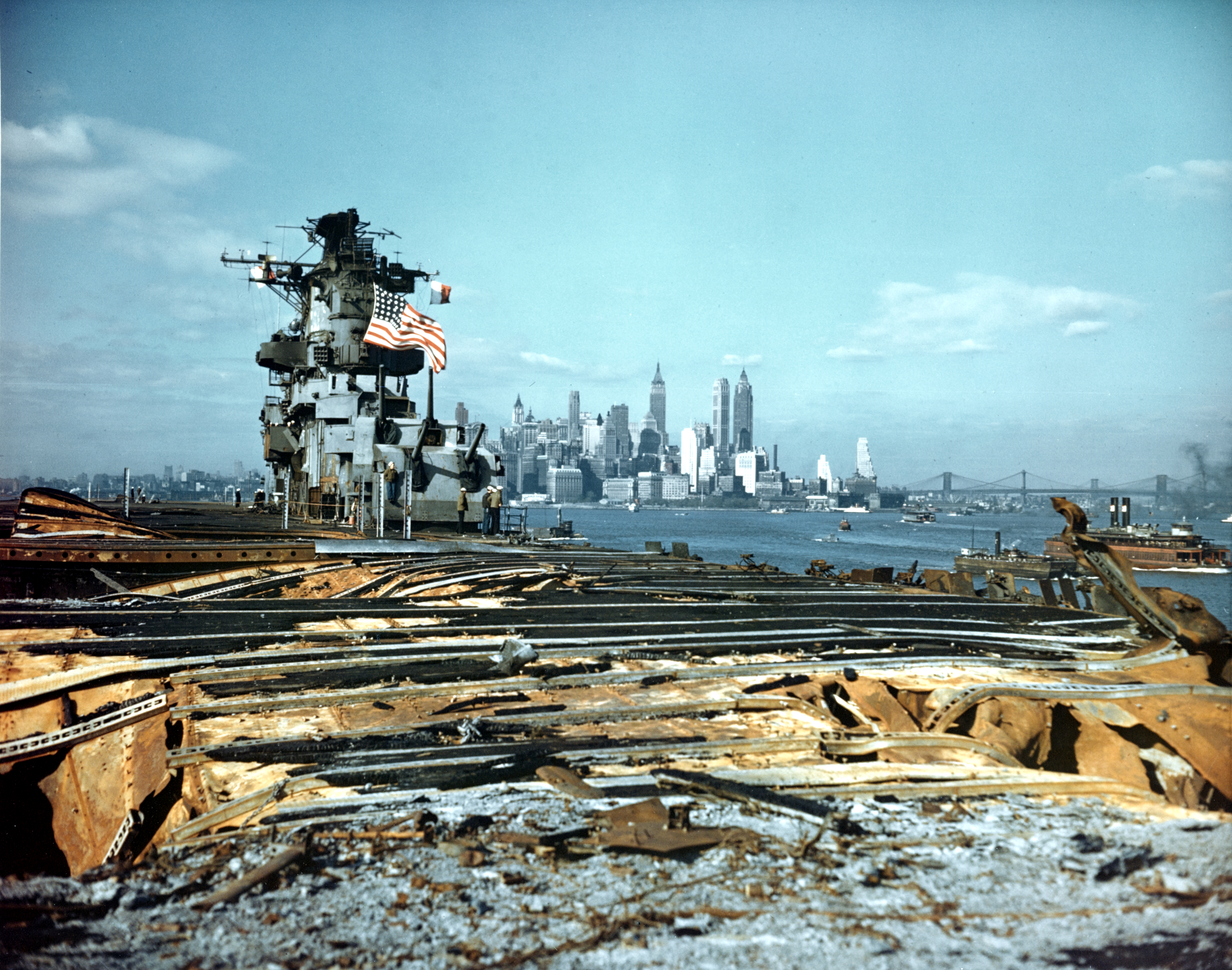
Letová paluba těžce poškozené USS Franklin po návratu do New Yorku s Manhattanem v pozadí

Poté se Franklin zapojil do bojů v Pacifiku, nejprve do závěrečné fáze obsazování souostroví Mariany. Mezi červnem a zářím 1944 jeho letouny napadaly nepřátelské cíle na Boninských ostrovech, Marianách, Palau a Karolínách. Následně Franklin podporoval invazi na Peleliu a poté se zapojil do invaze na Filipíny. Dne 15. října ho přitom lehce poškodil zásah pumou a 30. října 1944 byl zasažen útokem kamikaze, při kterém zahynulo 56 mužů a poškození lodi bylo natolik vážné, že odplula do USA k opravám.
Z oprav se Franklin vrátil v polovině března 1945 a zapojil se do náletů na japonské ostrovy. V té době utrpěl nejtěžší poškození ze všech lodí své třídy. Stalo se tak 19. března 1945 u ostrova Kjúšú, kde ho zasáhly dvě japonské pumy. Ty pronikly skrze hangárovou palubu, na které byla řada natankovaných a vyzbrojených letounů, a vyvolaly zde silný požár. Ten se podařilo lokalizovat jen s velkým vypětím. Útok způsobil smrt 724 osob a zranění dalších 256. S hašením a evakuací posádky Franklinu pomáhal lehký křižník USS Santa Fe. Loď se podařilo zachránit, musela se ale vrátit do USA k opravám. 

### Další osud
Franklin byl opraven nedlouho po skončení války, ale do aktivní služby se již nikdy nevrátil (jednalo se o jednu ze dvou lodí třídy Essex s tímto osudem, tou druhou byla USS Bunker Hill). Ze služby byl oficiálně vyřazen 17. února 1947, kdy byl převeden do rezervy a zůstal odstaven. Jeho označení bylo v roce 1952 nejprve změněno na útočnou letadlovou loď (CVA-13), následně v roce 1953 na protiponorkovou letadlovou loď (CVS-13) a nakonec v roce 1959 na nosič letadel (AVT-8). Roku 1964 byl Franklin vyškrtnut z námořního registru a v roce 1966 byl sešrotován.